# Cieszęcin
Cieszęcin ist eine Ortschaft mit einem Schulzenamt der Stadt-und-Land-Gemeinde Wieruszów im Powiat Wieruszowski der Woiwodschaft Łódź in Polen.

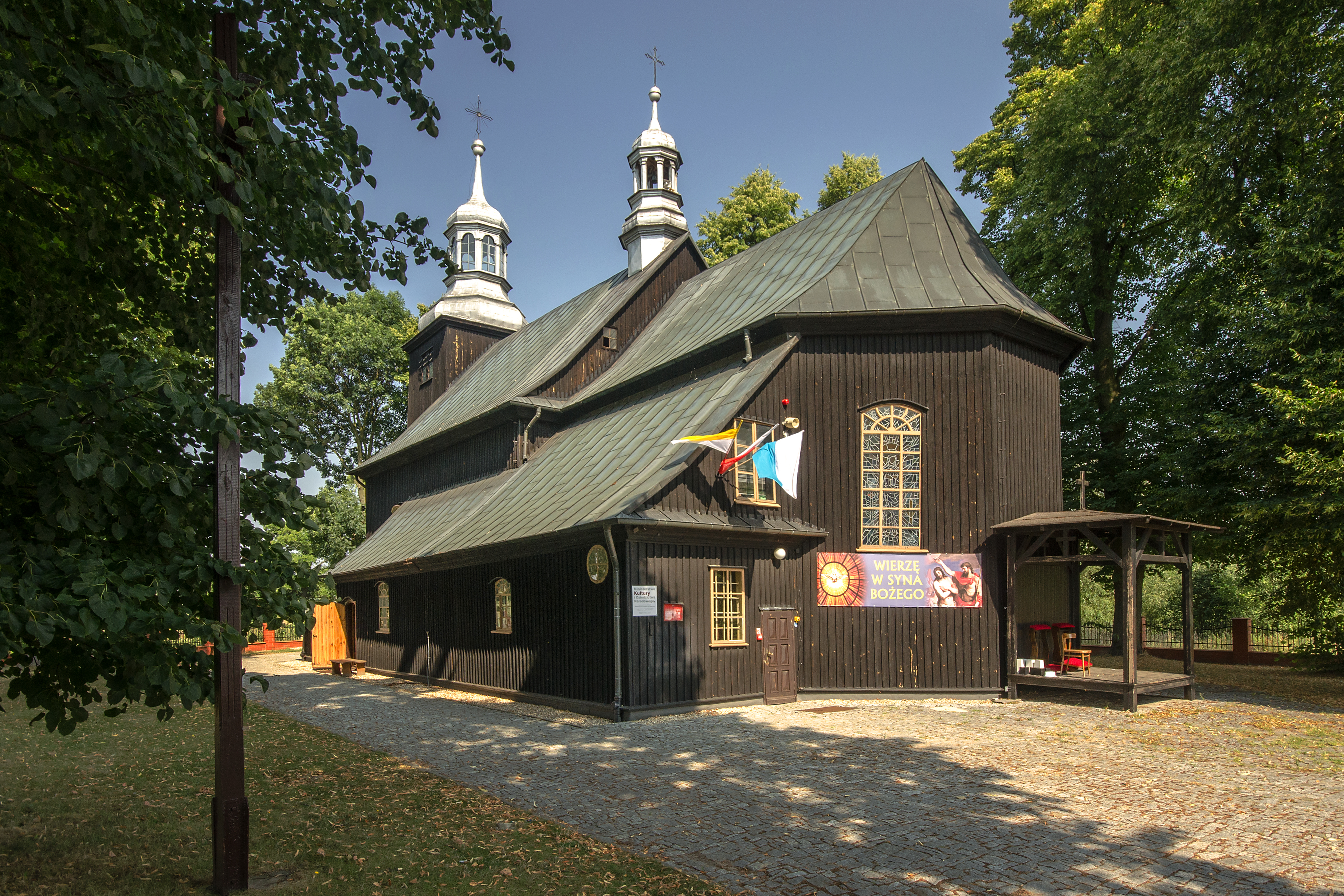
Holzkirche

## Geschichte
Angeblich bestand schon im 1080 im Ort eine Kirche. Wahrscheinlicher wurde es vom im Jahr 1211 erwähnten Cieszęta gegründet. 1413 wurde der Priester Tomasz von Cesszanczin des Erzbistums Gnesen erwähnt. Der Ortsname ist vom Personennamen Cieszęta mit dem Suffix -in abgeleitet.
Politisch gehörte der Ort zum Weluner Land, ab dem frühen 15. Jahrhundert in der Woiwodschaft Sieradz im Königreich Polen (ab 1569 in der Adelsrepublik Polen-Litauen). In der Zeit der Reformation war die Kirche in kalvinistischen Händen.
Nach der zweiten Teilung Polens von 1793 gehörte das Dorf bis 1807 zu Südpreußen. 1807 kam es ins Herzogtum Warschau und 1815 ins neu entstandene russisch beherrschte Kongresspolen.
Nach dem Ende des Ersten Weltkriegs kam Cieszęcin zu Polen, Woiwodschaft Łódź. Beim Überfall auf Polen 1939 wurde das Gebiet von den Deutschen besetzt und dem Landkreis Welun im Reichsgau Wartheland zugeordnet.
Von 1975 bis 1998 gehörte Cieszęcin zur Woiwodschaft Sieradz.